# Kololo
Kololo est une colline de Kampala. Le nom s'applique également au quartier résidentiel et commercial haut de gamme qui se trouve sur cette colline.

## Emplacement
Kololo est proche du centre de Kampala, bordé par Naguru (en) à l'est, Bukoto au nord, Mulago (en) au nord-ouest, Makerere (en) à l'ouest, Nakasero (en) au sud-ouest et Kibuli (en) au sud. Le quartier fait partie du centre-ville de Kampala. Kololo Hill s'élève à une hauteur maximale de 1311 mètres au-dessus du niveau de la mer.

## Historique
Kololo tire son nom du chef acholi du XIXe siècle, Awich, du nord de l'Ouganda. Avec Kabalega de Bunyoro, ils résistent à la domination britannique. Awich est arrêté et amené à Kampala et incarcéré au sommet de Kololo Hill. Il aurait crié en Luo « An atye kany kololo », ce qui signifie « je suis seul ici ». Awich se lamentait d'avoir été laissé seul dans le désert, à des kilomètres de chez lui. Ses ravisseurs et les Baganda ont commencé à appeler l'endroit et la colline "Kololo", d'où son nom aujourd'hui,.
À partir des années 1950, avant l'indépendance de l'Ouganda, Kololo est un quartier résidentiel haut de gamme en raison de son emplacement central dans la ville et des vues depuis la colline. Kololo est un lieu populaire pour les missions diplomatiques en Ouganda, abritant plus d'une douzaine d'ambassades et de résidences d'ambassadeurs.
Au cours des années 2000, des hôtels, des banques, des hôpitaux et d'autres entreprises s'installent sur la colline, principalement pour desservir ceux qui y résident, loin du bruit et des embouteillages du quartier central des affaires situé sur la colline voisine de Nakasero.
Cependant, l'introduction de locaux commerciaux sur la colline de Kololo, en particulier de restaurants et de bars, a augmenté le bruit et introduit une circulation dense. À la fin des années 2010, plusieurs habitants irrités ont assigné en justice sept bars, les accusant d'être à l'origine de nuisances sonores,.

## Culture
Les points d'intérêt suivants se trouvent sur la colline de Kololo :
- Parc du centenaire
- Hôtel Africana
- Hôpital de Kampala (en)
- Aéroport de Kampala
- Musée national de l'Ouganda